# Miss Intercontinental 2009
Miss Intercontinental 2009 fue la trigésima octava (38.ª) edición del certamen Miss Intercontinental, correspondiente al año 2009; la cual se llevó a cabo el 27 de septiembre en Minsk, Bielorrusia. Candidatas de 56 países y territorios autónomos compitieron por el título. Al final del evento, Cristina Lucía Camargo de la Rans, Miss Intercontinental 2008 de Colombia, coronó a Hannelly Zulami Quintero Ledezma, de Venezuela, como su sucesora.

## Resultados
| Posiciones                 | Candidata |
| -------------------------- | --- |
| Miss Intercontinental 2009 | - Venezuela - Hannelly Zulami Quintero Ledezma |
| Primera Finalista          | - Bielorrusia - Mariya Vasiliyevna Yesman |
| Segunda Finalista          | - Puerto Rico - Rosana Padro Meléndez |
| Tercer Finalista           | - Polonia - Anna Maria Tarnowska |
| Cuarta Finalista           | - Curazao - McKeyla Antoinette Magdalena Richards |
| Top 15                     | - Bahamas - Dashanique Latoya Poitier - Canadá - Nelly Abdel-Hadi - Corea del Sur - Cha Ye-lin - Estados Unidos - Stephanie Pagan - Etiopía - Hiwot Assefa Tesfaye - Georgia - Lika Orjonikidze - Honduras - Lesly Gabriela Molina Kristoff - Martinica - Andy Gaelle Govindin - Perú - Lourdes Massiel Vidal Rosado - Suazilandia - Thembakazi Kamelu Hlophe |

### Reinas Continentales
| Continente     | Candidata                                      |
| -------------- | ---------------------------------------------- |
| África         | - Etiopía - Hiwot Assefa Tesfaye               |
| América        | - Venezuela - Hannelly Zulami Quintero Ledezma |
| Asia y Oceanía | - Corea del Sur - Cha Ye-lin                   |
| Caribe         | - Puerto Rico - Rosana Padro Meléndez          |
| Europa         | - Bielorrusia - Mariya Vasiliyevna Yesman      |

## Premiaciones
| Premio               | Candidata                                 |
| -------------------- | ----------------------------------------- |
| Miss Simpatía        | - Bielorrusia - Mariya Vasiliyevna Yesman |
| Miss Fotogénica      | - Martinica - Andy Gaelle Govindin        |
| Mejor Traje Nacional | - Perú - Lourdes Massiel Vidal Rosado     |
| Mejor Cuerpo         | - Panamá - Yanira Lineth Peñaloza Becerra |

## Candidatas
56 candidatas compitieron por el título:
(En la tabla se utiliza su nombre completo, los sobrenombres van entrecomillados y los apellidos utilizados como nombre artístico, entre paréntesis; fuera de ella se utilizan sus nombres «artísticos» o simplificados).
| País/Territorio    | Candidata                             |
| ------------------ | ------------------------------------- |
| Afganistán         | Zallascht Sadat                       |
| Alemania           | Svetlana Tsys                         |
| Armenia            | Lilit Nersisyan                       |
| Australia          | Erin Louise Gleeson                   |
| Austria            | Helena Duchonova                      |
| Bahamas            | Dashanique Latoya Poitier             |
| Bielorrusia        | Mariya Vasiliyevna Yesman             |
| Bolivia            | Adriana Danitza Barahona Chungara     |
| Brasil             | Camila Brant Gonçalves                |
| Canadá             | Nelly Abdel-Hadi                      |
| Colombia           | Verónica Velásquez Gómez              |
| Corea del Sur      | Cha Ye-lin                            |
| Curazao            | McKeyla Antoinette Magdalena Richards |
| Dinamarca          | Lyudmilla Bakhur                      |
| El Salvador        | Iris Raquel Martínez Iraheta          |
| Estados Unidos     | Stephanie Pagan                       |
| Estonia            | Kadri Nogu                            |
| Etiopía            | Hiwot Assefa Tesfaye                  |
| Filipinas          | Jacqueline Durano Schubert            |
| Finlandia          | Elsi Katarina Suolanen                |
| Georgia            | Lika Orjonikidze                      |
| Ghana              | Maame Afua Akyeampong                 |
| Grecia             | Elizabeth Souzi Berisa                |
| Guadalupe          | Priscilla Villeroy Boston             |
| Guatemala          | Nilda Alejandra Tumáx Chiroy          |
| Honduras           | Lesly Gabriela Molina Kristoff        |
| Hungría            | Aryee Claudia Dedei                   |
| Irlanda            | Alanna Saskia Thomas                  |
| Letonia            | Anita Baltruna                        |
| Líbano             | Nicole Lichaa El Khoury               |
| Lituania           | Aiste Karanauskyte                    |
| Macedonia          | Silvana Stojkovska                    |
| Malta              | Debbie Mallia                         |
| Martinica          | Andy Gaelle Govindin                  |
| Montenegro         | Snežana Bušković                      |
| Nigeria            | Sarah Uzoya Arebamen                  |
| Noruega            | Lene Okkerstrøm                       |
| Países Bajos       | Franca Maria Nieuwenhuys              |
| Pakistán           | Mariyah Ashraf Moten                  |
| Panamá             | Yanira Lineth Peñaloza Becerra        |
| Perú               | Lourdes Massiel Vidal Rosado          |
| Polonia            | Anna Maria Tarnowska                  |
| Puerto Rico        | Rosana Padro Meléndez                 |
| República Checa    | Zina Stovickova                       |
| República Eslovaca | Lea Sindlerova                        |
| Rumania            | Maria Lia Bledea                      |
| Rusia              | Anna Mezentseva                       |
| Serbia             | Marijana Grgic                        |
| Singapur           | Kyla Tan Yong Ying                    |
| Suazilandia        | Thembakazi Kamelu Hlophe              |
| Sudáfrica          | Luzanne Jezelle Kruger                |
| Tailandia          | Ratakorn Sathirabhoot                 |
| Turquía            | Sevtap Ergec                          |
| Ucrania            | Kateryna Boyko                        |
| Venezuela          | Hannelly Zulami Quintero Ledezma      |
| Zimbabue           | Ashleigh Natasha Cloete               |

### Candidatas retiradas
- Escocia - Lois Frost
- Gales - Sophie-Larissa Houghton
- Inglaterra - Laura Gallagher
- Liberia - Cooper Matu Beageorge

## Datos acerca de las delegadas
Algunas de las delegadas del Miss Intercontinental 2009 han participado en otros certámenes internacionales de importancia:
- Zallascht Sadat (Afganistán) participó sin éxito en Top Model of the World 2011/2012.
- Svetlana Tsys (Alemania) participó sin éxito en Miss Internacional 2007.
- Camila Brant Gonçalves (Brasil) fue Miss Fuego, tercera finalista en Miss Tierra 2012.
- McKeyla Antoinette Magdalena Richards (Curazao) participó sin éxito en Miss Mundo 2007.
- Hiwot Assefa Tesfaye (Etiopía) participó sin éxito en Miss Mundo 2010.
- Lika Orjonikidze (Georgia) participó sin éxito en Miss Universo 2009.
- Maame Afua Akyeampong (Ghana) participó sin éxito en Miss Tierra 2004.
- Priscilla Villeroy Boston (Guadalupe) participó sin éxito en Miss Turismo Queen Internacional 2009.
- Lesly Gabriela Molina Kristoff (Honduras) participó sin éxito en Miss Asia Pacífico Internacional 2005 y Miss Tierra 2006 y semifinalista en Top Model of the World 2008/2009 y Miss Supranacional 2010.
- Anita Baltruna (Letonia) participó sin éxito en Miss Tierra 2008 y Miss Progreso Internacional 2010.
- Snežana Bušković (Montenegro) participó sin éxito en Miss Universo 2007.
- Lene Okkerstrøm (Noruega) participó sin éxito en Miss Model of the World 2010, Miss Turismo Internacional 2011 y Top Model of the World 2015.
- Franca Maria Nieuwenhuys (Países Bajos) participó sin éxito en Miss Turismo Queen Internacional 2009.
- Lourdes Massiel Vidal Rosado (Perú) participó sin éxito en Miss Internacional 2008.
- Anna Maria Tarnowska (Polonia) fue segunda finalista en Miss Internacional 2008.
- Lea Sindlerova (República Eslovaca) participó sin éxito en Miss Tierra 2009.
- Anna Mezentseva (Rusia) fue semifinalista en Miss Tierra 2008.
- Kyla Tan Yong Ying (Singapur) participó sin éxito en Miss Internacional 2010.
- Sevtap Ergec (Turquía) participó sin éxito en Miss Turismo Queen Internacional 2009.
- Hannelly Zulami Quintero Ledezma (Venezuela) fue finalista en Reina Hispanoamericana 2007 y semifinalista en Miss Mundo 2008.

## Sobre los países en Miss Intercontinental 2009

### Naciones debutantes
- Montenegro
- Pakistán

### Naciones que regresan a la competencia
Compitió por última vez en 1982:
- El Salvador

Compitió por última vez en 1992:
- Nigeria

Compitió por última vez en 2002:
- Guatemala

Compitió por última vez en 2003:
- Suazilandia

Compitió por última vez en 2004:
- Honduras

Compitió por última vez en 2005:
- Irlanda

Compitieron por última vez en 2006:
- Filipinas
- Ghana
- Zimbabue

Compitieron por última vez en 2007:
- Australia
- Bahamas
- Curazao
- Dinamarca
- Estados Unidos
- Etiopía
- Finlandia
- Panamá
- Perú
- Turquía

### Naciones ausentes
Bosnia y Herzegovina,  Bulgaria,  Escocia,  España,  Francia,  Gales,  Haití,  India,  Inglaterra,  Irak,  Islandia,  Italia,  Jordania,  Kazajistán,  Kenia,  Kirguistán,  México,  Portugal,  República Democrática del Congo,  República Dominicana,  Seychelles,  Suecia y  Taiwán no enviaron una candidata este año.